# Mine de Jiří
La mine de Jiří est une mine à ciel ouvert de charbon située en République tchèque.